# Раміро Редусіндо
Раміро Гобен Редусіндо Раділла (ісп. Ramiro Goben Reducindo Radilla; 10 лютого 1979, Ла-Пас) — мексиканський професійний боксер, чемпіон Панамериканських ігор.

## Аматорська кар'єра
На Іграх Центральної Америки і Карибського басейну 2002 завоював срібну медаль, програвши у фіналі Шону Коксу (Барбадос).
На Панамериканських іграх 2003 став чемпіоном, здолавши у фіналі Йоана Пабло Ернандеса (Куба).
На Олімпійських іграх 2004 програв у першому бою Магомеду Аріпгаджиєву (Білорусь).

## Професіональна кар'єра
Дебютувавши після Олімпіади на професійному рингу, здобув вісім перемог поспіль, завоювавши титул чемпіона Мексики у першій важкій вазі. Але потім зазнав двох поразок нокаутом.
Здобувши п'ять перемог і повернувши титул чемпіона Мексики, зазнав в наступних боях двох поразок нокаутом в першому раунді і завершив виступи.